# Prime Mover (jeu vidéo, 1993)
Prime Mover est un jeu vidéo de course de moto sorti en 1993 sur Amiga. Il a été développé par Interactivision et édité par Psygnosis.